# الحشان
الحشان هي قرية من القرى بجزيرة الأحلام جربة اشتهر أهلها بنضالهم ضد الاستعمار الفرنسي زمن الحركة الوطنية وقد عرف أغلب سكانها بنسيج الفراشية الصوف ببيوت لصناعة الفراشية يطلق عليها مخزن الحوكة وتاريخ الحشان زاخر بالحكايات ... حكايات لا يحكيها الأجداد للأحفاد بل تحكيها غابات الزيتون للنخيل الباسق تاريخ يضرب بجذوره في بساتين الحشان ويمد أعناقه إلى هذا الفضاء الأرحب.
1. ↑  "المناطق الترابية (العمادات) حسب الولايات والمعتمديات". اطلع عليه بتاريخ 2024-11-30.